# کرافورد بیوریج
کرافورد بیوریج (انگلیسی: Crawford Beveridge؛ ) مدیر اجرایی اهل بریتانیا است، که هم‌اکنون به‌عنوان رئیس هیئت مدیره شرکت اتودسک فعالیت می‌کند.